# Lensahn (Schiff)
Die Lensahn (III) war eine Luxusyacht des Großherzogs Friedrich August von Oldenburg, mit der er und seine Familie mehrere ausgedehnte Reisen unternahmen. Ihr Heimathafen war Oldenburg. Im Ersten Weltkrieg diente sie der Kaiserlichen Marine als Lazarettschiff. Sie wurde nach dem Krieg nach Schweden bzw. die USA verkauft und 1934 vor der Küste Floridas versenkt. Das in gut 20 Metern Tiefe liegende Wrack wurde um 2007 identifiziert und ist heute als South Jack Wreck von Tampa Bay bekannt.
Benannt war das Schiff nach dem herzoglichen Gut Lensahn in Holstein.

## Ausstattung

Die Lensahn in Brunsbüttelkoog

Es ist bekannt, dass Großherzog Friedrich August sich intensiv mit Schiffstechnik beschäftigte. So entwickelte er einen eigenen Propellertyp, den NIKI-Propeller mit verbessertem Wirkungsgrad, den er patentieren ließ und der auch bei dieser Yacht Verwendung fand. Weiterhin ließ er, für diese Zeit nicht unbedingt üblich, eine leistungsstarke Funkanlage der DEBEG einbauen.

## Dienstzeiten

### In Deutschland

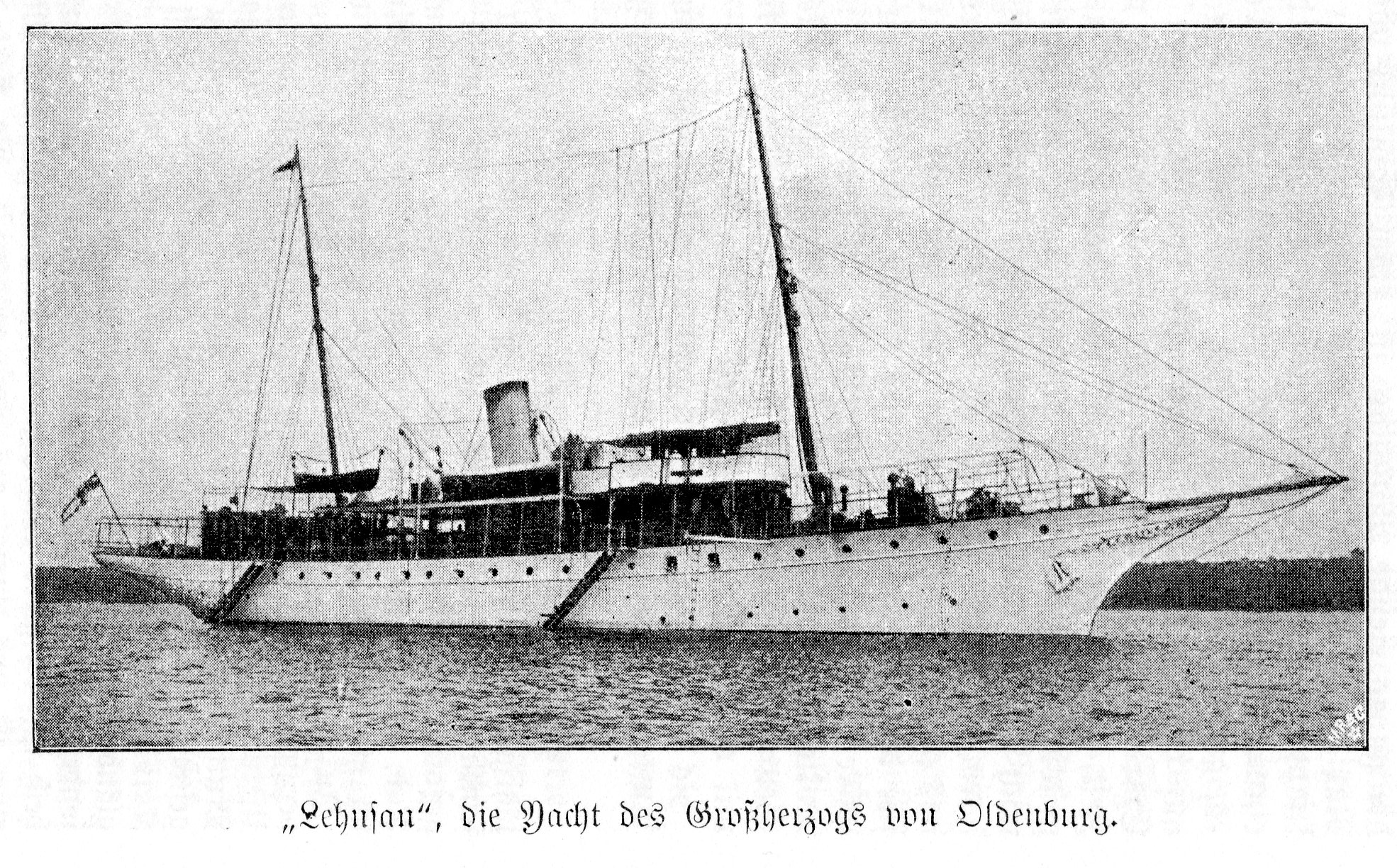
Die großherzogliche Yacht Lensahn (III) vor dem Umbau. Illustrierter Deutscher Flottenkalender für 1903.

Die Lensahn an ihrem Liegeplatz in Elsfleth

Die Lensahn (III) war die Nachfolgerin der Lensahn (I) (1881–1890) und der Lensahn (II) (1890–1901), die beide ebenfalls auf der Werft der Kieler Howaldtswerke gebaut worden waren. Friedrich August war weder beim Stapellauf noch bei der Indienststellung der Yacht anwesend. Bereits 1903 wurde die Yacht unter der Leitung von Johann Schütte massiv umgebaut, so dass sich die Außenmaße erheblich veränderten. Außerdem wurde ein zweiter Schornstein eingebaut.
Die Yacht diente bis 1914 diversen Auslandsreisen, so auch nach Marokko und Konstantinopel. Liegeplatz im Oldenburger Hafen war der Wendehafen, der bis heute als Liegeplatz für Yachten eines Oldenburger Wassersportvereins dient.
Am Vorabend des Ersten Weltkrieges, im August 1914, führte die großherzogliche Familie mit der Lensahn, wie häufig im Sommer, eine Seereise durch; auf der Kieler Woche traf man sich mit der Yacht Iduna der Kaiserin. Danach wurde trotz der sich nach dem Mord am österreichischen Thronfolger abzeichnenden Verschlechterung der politischen Situation in Europa eine Ostseereise begonnen. Nach Besuchen in Stockholm und auf Bornholm erfuhr die Reisegesellschaft in Malmö von der am 28.7. erfolgten Kriegserklärung, trat umgehend die Rückreise an und traf am 1. August zum letzten Mal in Oldenburg am „Stau“ ein.
Danach stellte Friedrich August, der selbst Offizier war, das Schiff der Kaiserlichen Marine zur Verfügung, die es am 19. Oktober 1914 als Lazarettschiff in Dienst stellte. Besonderheiten des Dienstbetriebs sind nicht bekannt; das Kriegstagebuch befindet sich im Bundesarchiv-Militärarchiv. Am 13. November 1918 wurde die Lensahn außer Dienst gestellt.
Vermutlich im Kontext der Abdankung des Großherzogs am 11. November 1918, bedingt durch die Novemberrevolution, wurde das Schiff 1919 für 1,75 Millionen Mark an Hugo Stinnes verkauft.

### Im Ausland
1923 wurde die Lensahn nach Schweden verkauft, wo sie in Nohab (= Abkürzung von Nydqvist och Holm) umbenannt wurde. Bereits 1926 wurde die Nohab an New Yorker Rechtsanwälte verkauft, die die Yacht für Vergnügungsfahrten unter der Flagge von Panama zwischen Florida und den Bahamas einsetzen wollten. Hintergrund war die in den USA herrschende Prohibition.
Das Projekt scheiterte jedoch, als die Nohab im September 1926 in Biscayne Bay in einem Hurrikan halb kenterte, wobei fünf von sieben Besatzungsmitgliedern, darunter auch der Kapitän, ums Leben kamen und die Yacht schwer beschädigt wurde. Sie wurde geborgen und zunächst nach Miami, dann 1928 nach Tampa Bay geschleppt. Aufgrund der Weltwirtschaftskrise fehlten die Mittel, das Schiff wiederherzurichten. Als es offenbar aufgrund von Vernachlässigung durch die Eigentümer im Hafen von Tampa Bay sank, wurde es gehoben und 15 Seemeilen westlich von Egmont Key in gut 20 Metern Tiefe versenkt.

### Wiederentdeckung des Wracks
Um 2007 gelang es dem Sporttaucher und Journalisten Michael C. Barnette, das inzwischen unbekannte Wrack zu identifizieren, das jetzt als South Jack Wreck bekannt ist. Filmaufnahmen des Wracks wurden von Barnette bei YouTube eingestellt.